# مكتبة بلدية غزة العامة
مكتبة بلدية غزة العامة هي مكتبة مكونة من ثلاث مكتبات، وتتبع لبلدية غزة وهي مكتبة عامة تقع في مدينة غزة مقابل مركز القطان الثقافي للطفل في شارع الوحدة، فلسطين، وهي من أبرز معالم مدينة غزة الثقافية، وهي تخدم جميع فئات المجتمع الفلسطيني. 

## معلومات تهم الزوار
تقع المكتبة في وسط مدينة غزة في منتصف شارع الوحدة، شرق مفترق ضبيط (برج الجوهرة). وتفتح أبوابها يوميا ما عدا الجمعة من الساعة الثامنة صباحا وحتى الرابعة عصرا، ويمكن الاشتراك بالمكتبة والحصول على عضوية خاصة لاستعارة الكتب وإرجاعها في وقت لاحق تحدده المكتبة. وللحصول على عضوية يجب إحضار صورة هوية وصورتين شخصيتين ودفع رسوم سنوية 20 شيكل تُجدد سنويا بـ10 شيكل، ويُمكن استعارة 3 كتب لمدة 10 أيام في المرّة الواحدة.

## تاريخ مكتبات بلدية غزة
في أبريل عام 1996، ابدى رئيس بلدية غزة السيد عون الشوا رغبته ورغبت البلدية بإنشاء مكتبة عامة في مدينة غزة تخدم جميع فئات وشرائح المجتمع، لذلك تم توقيع اتفاقية بين البلدية والمجلس الحضاري لمدينة دونكرك الفرنسية ممثلة بالسيد ميشيل ديلبار لتمويل مشروع مكتبة بلدية غزة حيث أن مدينة دونكرك تمتلك شبكة ممتازة من المكتبات يديرها فريق من الموظفين. 

## شبكة مكتبات بلدية غزة
تضم بلدية غزة ثلاث مكتبات: 
1. المكتبة العامة.
2. ومكتبة ديانا تماري صباغ.
3. ومكتبة مركز هولست الثقافي.

### مكتبة بلدية غزة العامة
يتكون مبنى المكتبة من طابقين وسرداب، ومساحتها الإجمالية حوالي 1410م2. وقد تم انتداب ثمانية أشخاص من موظفي بلدية غزة في بعثة إلى فرنسا للتعلم والاطلاع على أحدث الطرق الفنية لإدارة المكتبات العامة والتكنولوجيا الحديثة ووسائل الإعلام والطرق الحديثة للتعامل مع الجمهور. وفي 1999/7/1 تم افتتاح المكتبة رسمياً. وتحتوي اليوم على ما يزيد عن 22,000 عنوان بعدة لغات.

### مكتبة ديانا تماري صباغ
تقع في مركز رشاد الشوا الثقافي التي تم افتتاحها قبل المكتبة العامة وذلك مع إنشاء مركز رشاد الشوا الثقافي في عام 1988 وتم تمويلها وتجهيزها بما يلزم من قبل رجل الأعمال الفلسطيني السيد/ حسيب الصباغ والذي توفي عام 2010 وقد سمى المكتبة باسم زوجته بعد وفاتها تكريما لها باسم / مكتبة ديانا تماري صباغ. ومساحة المكتبة حوالي 600م2. وتخدم جميع فئات المجتمع وتحتوي المكتبة اليوم على ما يزيد عن 20,000 عنوان باللغة العربية والإنجليزية.

### مكتبة مركز هولست الثقافي
وهي مكتبة مخصصة لخدمة الأطفال وتقع في مركز هولست الثقافي. وفي المكتبة اقسام تعليمية ومختبر إنترنت، حيث يقام عدة دورات تدريبية وتعليمية.

## جمهور المكتبة
يتوافد الزوار على المكتبة من انحاء قطاع غزة كافة، حيث يزورها المئات يوميا للاطلاع والبحث وتسمح المكتبة باستعارة 3 كتب كحد أقصى للراغبين... وتلبي المكتبة جميع أذواق القراء حيث الأقسام المختلفة والمراجع القيمة. وتسعى إدارة المكتبة من خلال الفعاليات المتنوعة تشجيع السكان على القراءة... وأيضا فعاليات المجتمع المدني تقيم فعاليات خاصة للتعريف بالمكتبة وبفعالياتها. 

## مقتنيات المكتبة
يبلـغ مجموع مقتنيات المكتبة حالياً ما يقارب 25,000 عنوان باللغات الثـلاث العربية والإنجليزية والفرنسية والألمانية. تشمل المواد الورقية من كتب ودوريات ومـواد غير ورقية وتشمل مواد سمعية بصرية كأشرطة الفيديو ومواد إلكترونية مثل الأقراص المدمجة CD-ROM.

## خدمات المكتبة
توفر المكتبة خدمات عديدة كخدمة الاستنساخ للمهتمين، وخدمة البحث الالي لتسهيل البحث للقراء. وخدمة الوسائل السمعية والبصرية.

## وصلات خارجية
- عن المكتبة على موقع بلدية غزة نسخة محفوظة 7 مارس 2016 على موقع واي باك مشين.